# Furan
Furanul este un compus heterociclic, format dintr-un inel aromatic din cinci atomi, dintre care patru sunt atomi de carbon și unul de oxigen. Clasa de compuși organici care conține astfel de inele se numesc furani.
Furanul este un lichid incolor, inflamabil, foarte volatil și cu un punct de fierbere apropiat de temperatura camerei. Este solubil în solvenți organici obișnuiți, ca de exemplu alcool, eter și acetonă, dar este greu solubil în apă.  Este toxic și poate fi cancerigen.

## Obținere
Industrial, furanul este fabricat ori prin decarbonilarea catalitică (în prezență de paladiu) a furfuralului, ori prin oxidarea catalitică (în prezență de cupru) a 1,3-butadienei: 